# Alternative türkeihilfe
Die alternative türkeihilfe (ath) wurde 1979 als ein Zusammenschluss von Einzelpersonen gegründet, die als Gegenstück zur offiziellen Militär- und Wirtschaftshilfe der Bundesregierung direkte Hilfe an die Bevölkerung leisten wollten. Diese hat sich 1986 aufgelöst.

## Selbstdarstellung
In einer Selbstdarstellung hieß es: 
„Die ath wendet sich gegen die ‚Hilfen‘, die nur das herrschende Regime stützen und einer Politik dienen, die die Bevölkerung in immer größere Verarmung treibt. Wir leisten alternative Hilfe, die den Menschen direkt zugute kommt und zu einer Verbesserung der Lebenssituation beiträgt. Wir unterstützen Oppositionelle und politisch Verfolgte, um ihr Überleben zu sichern. Wir geben weiterhin alternativen Wirtschaftsprojekten finanzielle Hilfe, bei denen die Beteiligten selbst die Entscheidungen über ihre Betriebe treffen können. Des Weiteren ist die Versorgung von Slums und verarmten Dörfern mit Medikamenten vorgesehen.“
Ein weiterer Schwerpunkt der ath war die Publikation alternativer Informationsmaterialien, wobei Berichte über die Verletzung der Menschenrechte im Vordergrund standen. Dazu wurde Anfang der 80er Jahre ein Büro in Herford eröffnet, in dem Presseberichte (vor allem aus der türkischen Presse) archiviert und daraus der 2-wöchentlich erscheinende (deutsche) türkei-infodienst zusammengestellt wurde.

## Publikationen
Zu den Publikationen gehörten
- Fatsa. Selbstverwaltung in einem Schwellenland. Ein Modell wird angeklagt, Bielefeld: Helweg, 1980, OCLC 258378530
- Massenprozesse in der Türkei, Sonderinfo 2, Bielefeld, Oktober 1982, OCLC 79980211
- Verfolgung der bürgerlichen Opposition, Sonderinfo 3, Bielefeld Oktober 1982, OCLC 83398428
- Folter in der Türkei, Sonderinfo 4, Bielefeld, Februar 1983, OCLC 81336097
- Militärs an der Macht, Bielefeld, September 1982, OCLC 79095275
  - NATO-Land Türkei: Militärs an der Macht, 2. Auflage, Herford, August 1983, OCLC 74767054

## Träger
Die Träger der ath waren bekannte und weniger bekannte Politiker, Journalisten und Schriftsteller. Dazu gehörten: MdB Manfred Coppik, MdB Klaus Kirschner, MdB Klaus Thüsing, MdB Renate Schmidt, MdB Heidemarie Wieczorek-Zeul, Jürgen Roth, Günter Wallraff, Gerhard Zwerenz, Christine Huth, Bernhard Hoffmann, Kamil Taylan, Helmut Oberdiek.